# کاپلونوسه
کاپلونوسه (به لهستانی:  Kaplonosy) یک روستا در لهستان است که در گمینا ورکی واقع شده‌است.